# سینماتیک ارکسترا
سینماتیک ارکسترا یا همان ارکستر سینمایی (به انگلیسی: The Cinematic Orchestra) گروهِ موسیقی انگلستانی با سبک نیو جاز و موسیقی الکترونیک است که سال ۱۹۹۹ توسط جیسون سوئینسکو بنیان گذاشته شد.
این گروه با نشر دهنده موسیقی مستقل نینجا تیون (Ninja Tune) قرارداد امضا کرده است. علاوه بر سوئینسکو، گروه شامل PC (پاتریک کارپنتر) عضو سابق دی‌جی فود (صداپردازی گرامافونی)، لوقا گل (درامز)، تام شعار (ساکسیفون)، نیک رام (پیانو)، استوارت مک کالوم (گیتار) و فیل فرانسه (کنترباس) می‌باشد. اعضای سابق شامل جیمی کلمن (ترومپت)، دانیل هاوارد (درام)، فدریکو اوگی (درام)، الکس جیمز (پیانو)، و کلین سَدنِس (سینت سایزر، برنامه‌نویسی) بوده‌اند. جدیدترین عضو اضافه شده به گروه گیتاریست منچستری، استوارت مک کالوم است. همچنین سوئینسکو و کارپنتر نیز با هم تحت نام گروه نپتون کار کرده‌اند. 

## ترانه‌شناسی
آلبوم‌های استودیویی
- Motion (۱۹۹۹)
- Every Day (۲۰۰۲)
- Ma Fleur (۲۰۰۷)
- To Believe (۲۰۱۹)